# Fiat 125
O Fiat 125 é uma berlina familiar produzida pela Fiat entre 1967 e 1972. Quando foi introduzido no mercado, marcou posição por juntar o conforto e a comodidade de um carro de família com prestações de um carro desportivo, uma combinação que foi muito explorada pelos construtores alemães na década seguinte.

## Carroceria
O assoalho era praticamente inalterado em relação à variante mais longa do modelo anterior, o Fiat 1300/1500, e o chassi usado era o mesmo do Fiat 1300/1500. A carroceria era um desenvolvimento ligeiramente alongado do Fiat 124: os dois modelos tinham o mesmo compartimento de passageiros e portas, mas o assento traseiro do 125 era ligeiramente mais para trás, refletindo a distância entre eixos de 2505 mm, herdada do Fiat 1500 e mais de 8 cm mais longa do que a do 124.

## Motor e transmissão
O motor do Fiat 125 foi baseado no do Fiat 124 Sport, um 1600 cc com carburador Solex e árvore de cames à cabeça, capaz de produzir 90 cv. O carro tinha também um alternador, para alimentar os faróis duplos e os restantes componentes elétricos. É de notar também o uso de uma ventoinha eletromagnética para refrigerar a embraiagem.

## 125 S
Em 1968, o 125S ("Special") foi adicionado à linha, que, com alterações no motor (carburador Weber, e modificações nas cabeças dos cilindros, cambota, e coletor de admissão), viu a potência subir para 100 cv, recebendo ainda uma caixa de câmbio de cinco velocidades. Ele também tinha luzes halógenas, freios de circuito duplo servoassistidos e rodas de magnésio superleves opcionais. Uma variedade de outras melhorias foram feitas, incluindo ventilação, acabamento e estilo aprimorados da cabine.
O Special recebeu uma reestilização no final de 1970, usando praticamente o mesmo acabamento do 125S, mas a largura visual do carro foi aprimorada por uma grade mais larga (os indicadores foram movidos da lateral para o para-choque) e pela substituição das lanternas traseiras quadradas por outras maiores e horizontais.:24 O interior ganhou estofamento atualizado dos assentos e um painel em madeira. Uma transmissão automática GM de três velocidades, bem como ar condicionado, tornaram-se disponíveis como opcionais.

## Variações

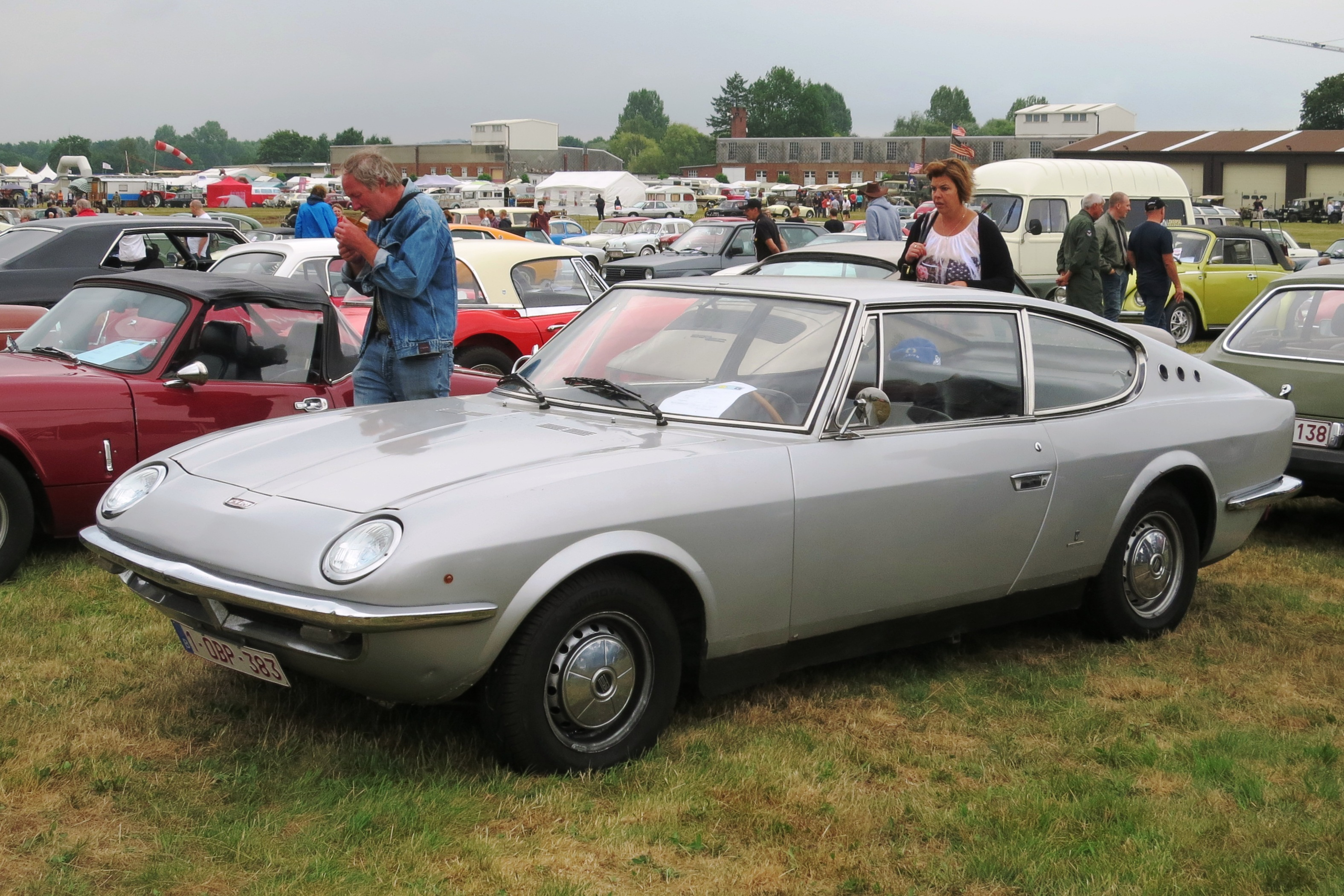
Vista frontal direita do Samantha.

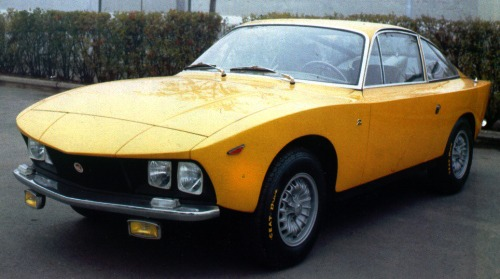
O Fiat 125 GTZ de 1967, fabricado exclusivamente pela Zagato.

Uma variante, a 125 T, foi feita pelos importadores da Fiat na Nova Zelândia, Torino Motors, para a corrida anual de carros de produção de 6 horas, a Benson and Hedges 500. A 125T tem válvulas maiores, dois carburadores Weber DCOH ou Dell'Orto 40DHLA gêmeos (dependendo da disponibilidade), eixos de comando modificados e uma taxa de compressão mais alta para produzir cerca de 125 bhp (93 kW), suspensão mais baixa e rígida.. Todos apresentavam rodas de liga leve Ward e eram pintados de amarelo brilhante. Fontes de números de produção citam que entre 84 e 89 foram modificados. Os motivos para interromper a produção às vezes são dados que a sede da Fiat descobriu e interrompeu esse empreendimento. No entanto, um cenário mais provável é que vender os 200 carros necessários em um mercado que vendia apenas 1.000 Fiats no total a cada ano era uma tarefa difícil.
Outras versões foram construídas pela Moretti, que fez o 125GS 1.6 com estilo semelhante ao Fiat Dino Spider. A Zagato fez o 125 GTZ; Savio, um 125 Coupé e um 125 Station Wagon; Bertone, um 125 Executive com design de Marcello Gandini; e a Vignale produziu o Samantha, um cupê de duas portas com faróis ocultos, projetado por Virginio Vairo. Outro 125 Station Wagon foi construído pela OSI com design de Sergio Sartorelli.

## Produção

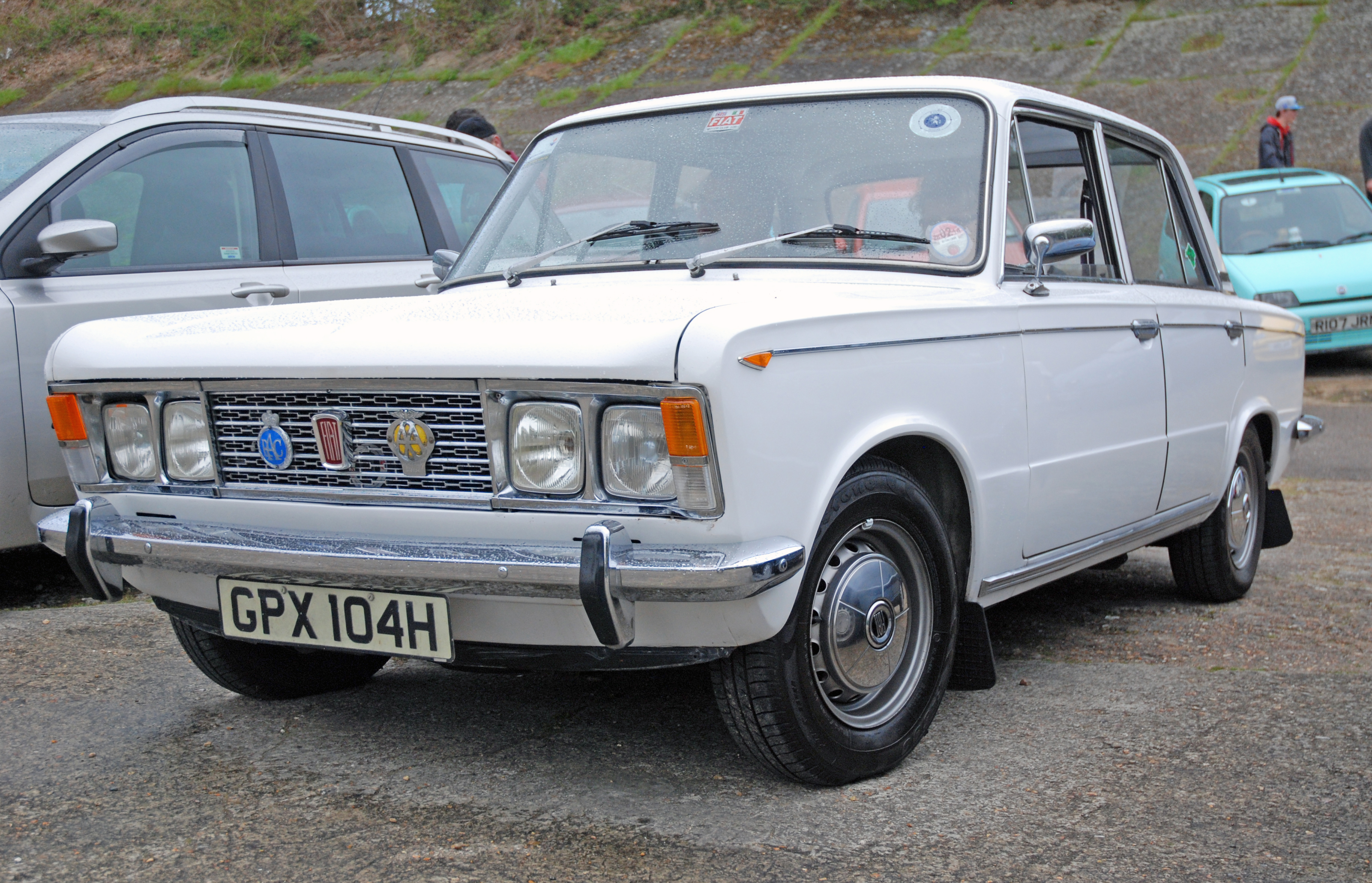
Fiat 125 no Reino Unido

A produção pela Fiat na Itália cessou em 1972, quando o Fiat 132 foi lançado, totalizando 603.877 carros produzidos.:24

## Produção estrangeira

### Polônia

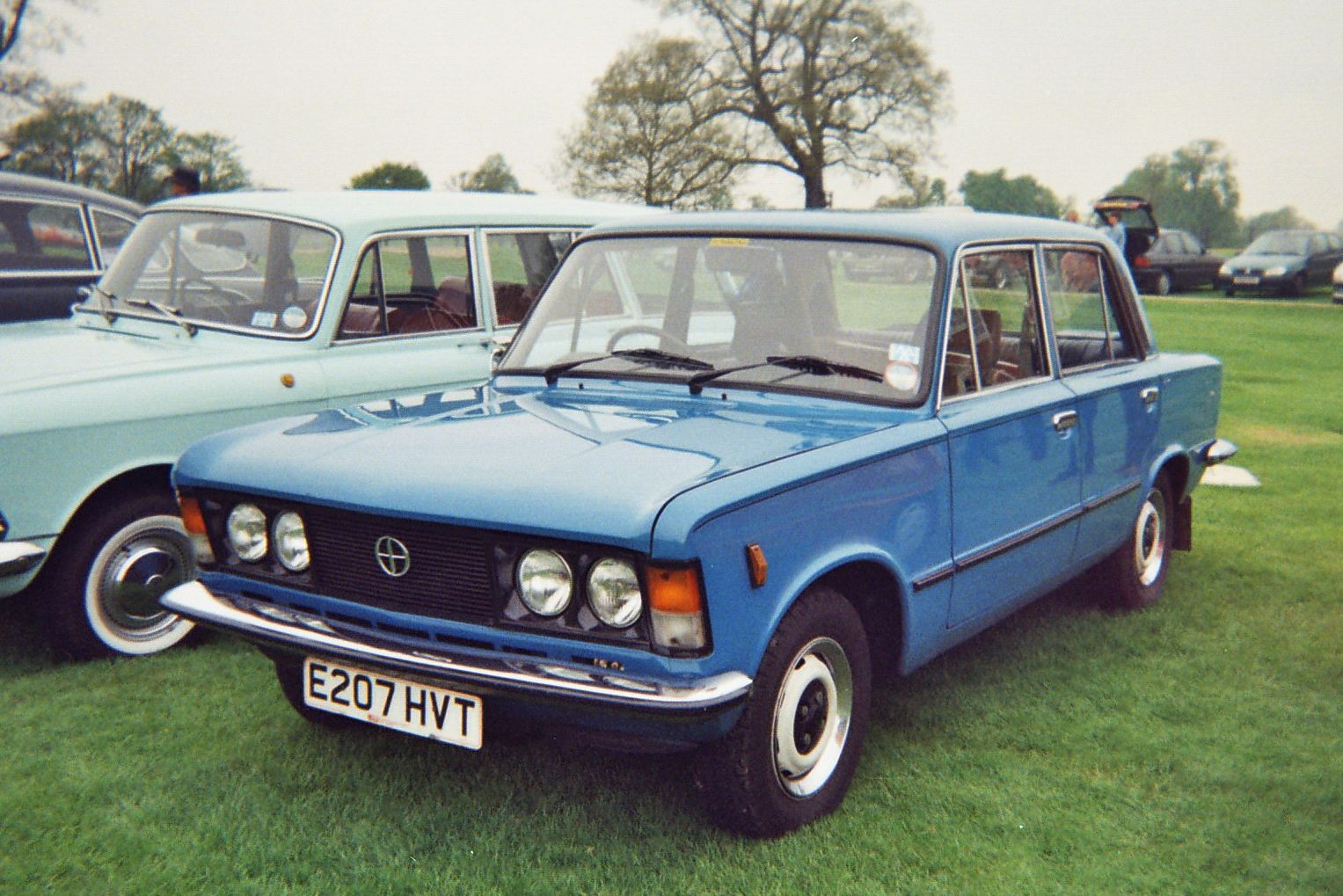
Polski Fiat 125p no Reino Unido (após 1983)

Uma cópia licenciada também foi produzida na Polônia pela Fabryka Samochodów Osobowych (FSO) de 1967 a 1991, sob a marca Polski Fiat como Polski Fiat 125p, e mais tarde como FSO 1500, FSO 1300 ou FSO 125p.
Era uma variação um tanto simplificada do carro Fiat, com motores desatualizados de 1300 cc ou 1500 cc e mecânica do Fiat 1300/1500. Os carros poloneses diferiam em detalhes dos italianos, os mais visíveis eram quatro faróis redondos em vez de quadrados, para-choques e grade frontal mais simples, lentes de piscas dianteiras laranja, detalhes de formato diferente no design das lanternas traseiras e dianteiras, estampas de chapas metálicas mais simples, chassi e interior antigos do Fiat 1300/1500. Este modelo também estava disponível como perua (a Polski Fiat 125p Kombi) e como picape desenvolvida na Polônia após o término da produção do Fiat 125 italiano em 1972.

### Iugoslávia/Sérvia
O Zastava 125 foi um modelo produzido pela Zastava idêntico ao polonês 125p. As versões disponíveis eram chamadas de 125 PZ com motores de 1.295 ou 1.481 cc.

### Egito

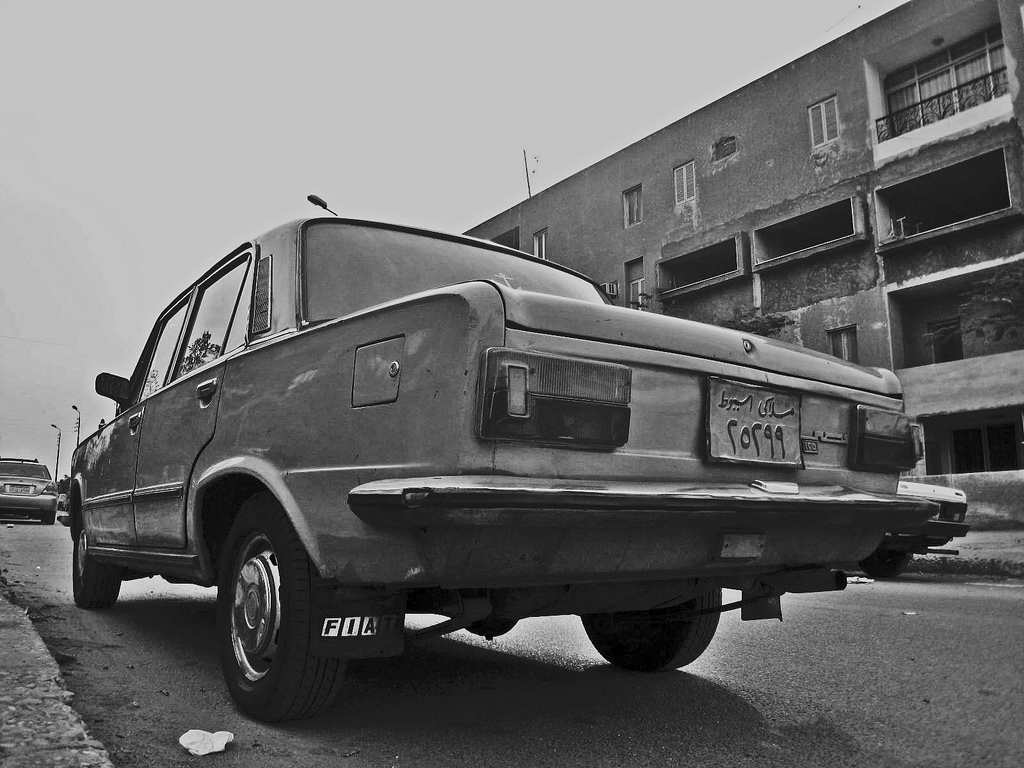
Nasr 125.

No Egito, a produção da versão polonesa 125p continuou sob o nome Nasr 125 até 1983.

### Argentina

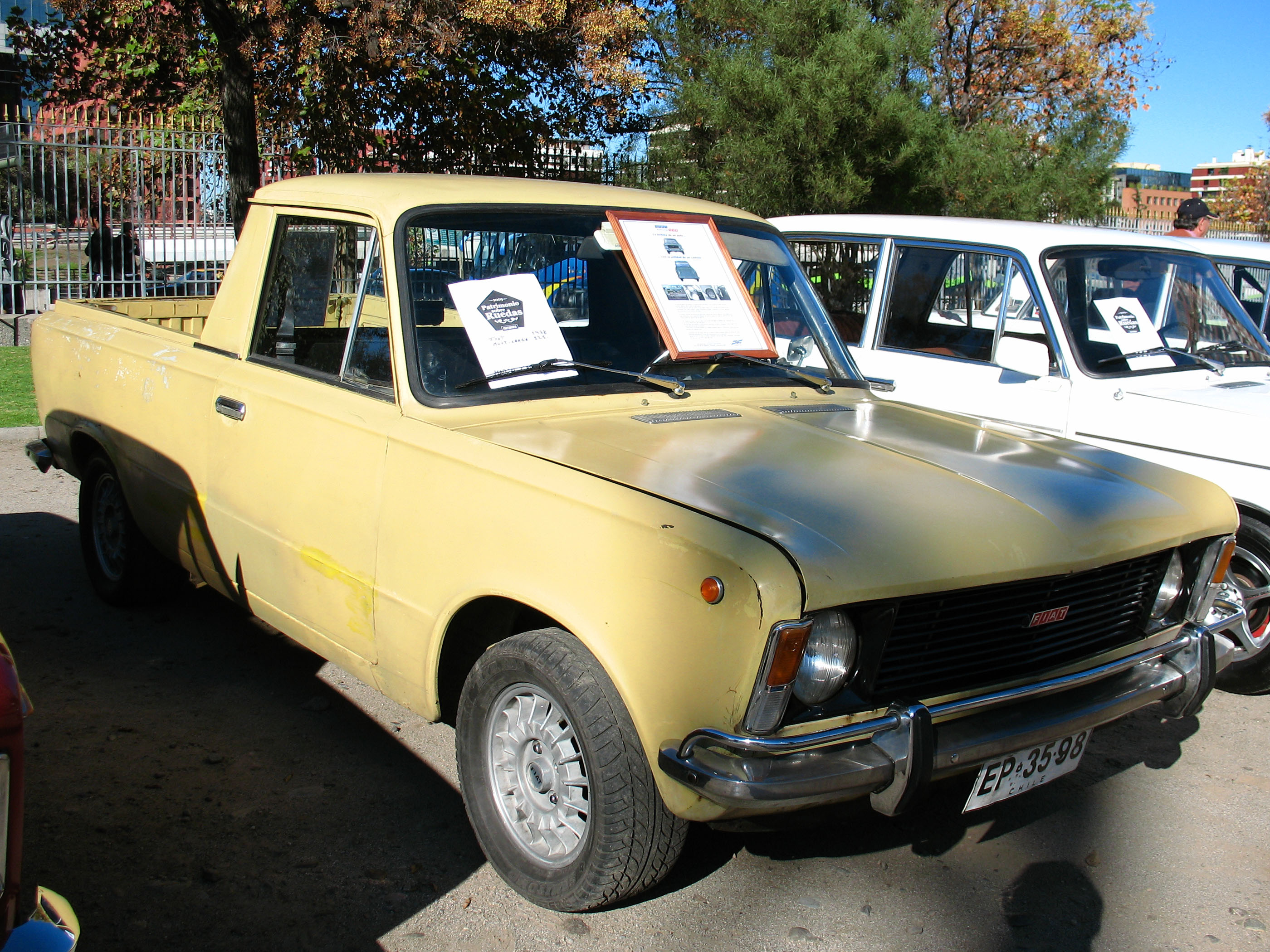
Fiat 125 Multicarga 1978

Na Argentina, o 125 foi produzido de 1972 a 1982, inicialmente pela Fiat-Concord e depois pela Sevel Argentina. Além da versão sedã de 4 portas, uma perua (chamada "Familiar"), uma picape (chamada "Multicarga", um design argentino único) foram produzidas. Houve também um cupê chamado 125 Sport com a mesma mecânica do sedã, mas baseado no Fiat Coupé 1500 Vignale.

### Colômbia
Algumas cópias foram feitas do 125 italiano, que foi rapidamente substituído pelo 125p polonês, mais adequado ao mercado local.

### Chile
Um carro que foi fabricado quase igual ao Fiat 125 Special reestilizado em março de 1970.

### Marrocos
A SOMACA (Société Marocaine de Construction Automobile) montou o 125 em Casablanca.